# Copa da Itália de Basquetebol de 2022
A Copa da Itália de Basquetebol de 2022 (oficialmente:Frecciarossa Final Eight 2022, por motivos de patrocinadores) foi a 46ª edição da Copa Nacional, gerida pela Lega Basket Serie A (LBA). O AX Armani Exchange Milano conquistou o bi campeonato. 

## Arena Vitrifrigo
A arena utilizada pelo Carpegna Prosciuto Pesaro em partidas pela LBA e será pela segunda vez a sede da Copa da Itália.
| Pésaro                       |
| ---------------------------- |
| Arena Vitrifrigo             |
| 43° 50′ 10″ N, 12° 52′ 00″ L |
| Capacidade: 10 323           |
|                              |

## Equipas classificadas
| Pos. | Clube                           | P  | J  | V  | D | P+    | P-    | SP  | Classificação     |
| ---- | ------------------------------- | -- | -- | -- | - | ----- | ----- | --- | ----------------- |
| 1    | A\|X Armani Exchange Milano     | 26 | 15 | 13 | 2 | 1247  | 1.052 | 195 | Cabeças de Chaves |
| 2    | Virtus Segafredo Bologna        | 24 | 15 | 12 | 3 | 1361  | 1.198 | 163 | Cabeças de Chaves |
| 3    | Allianz Pallacanestro Trieste   | 18 | 15 | 9  | 6 | 1157  | 1.179 | -22 | Cabeças de Chaves |
| 4    | Dolomiti Energia Trento         | 16 | 15 | 8  | 7 | 1198  | 1.212 | -14 | Cabeças de Chaves |
| 5    | Germani Brescia                 | 16 | 15 | 8  | 7 | 1219  | 1.161 | 58  |                   |
| 6    | Bertram Derthona Basket Tortona | 16 | 15 | 8  | 7 | 1201  | 1.219 | -18 |                   |
| 7    | Happy Casa Brindisi             | 16 | 15 | 8  | 7 | 1221  | 1.229 | -8  |                   |
| 8    | Banco di Sardegna Sassari       | 14 | 15 | 7  | 8 | 1.225 | 1.251 | -26 |                   |

## Cruzamentos
|  | Quartas de finais            | Quartas de finais               | Quartas de finais        |                                 |                          | Semifinais                      | Semifinais | Semifinais |  |  | Final    | Final                     | Final |
|  |                              |                                 |                          |                                 |                          |                                 |            |            |  |  |          |                           |       |
|  |                              |                                 |                          |                                 |                          |                                 |            |            |  |  |          |                           |       |
|  | Lombardia                    | AX Armani Exchange Milano       | 88                       |                                 |                          |                                 |            |            |  |  |          |                           |       |
|  | Sardenha                     | Banco di Sardegna Sassari       | 68                       |                                 |                          |                                 |            |            |  |  |          |                           |       |
|  | Sardenha                     | Banco di Sardegna Sassari       | 68                       |                                 | Lombardia                | AX Armani Exchange Milano       | 93         |            |  |  |          |                           |       |
|  |                              |                                 |                          |                                 | Lombardia                | AX Armani Exchange Milano       | 93         |            |  |  |          |                           |       |
|  |                              | Lombardia                       | Germani Brescia          | 63                              |                          |                                 |            |            |  |  |          |                           |       |
|  | Trentino-Alto Adige/Südtirol | Lombardia                       | Germani Brescia          | 63                              | Dolomiti Energia Trento  | 73                              |            |            |  |  |          |                           |       |
|  | Trentino-Alto Adige/Südtirol |                                 |                          |                                 | Dolomiti Energia Trento  | 73                              |            |            |  |  |          |                           |       |
|  | Lombardia                    | Germani Brescia                 | 78                       |                                 |                          |                                 |            |            |  |  |          |                           |       |
|  |                              |                                 |                          |                                 |                          |                                 |            |            |  |  | Piemonte | AX Armani Exchange Milano | 78    |
|  |                              |                                 |                          | Bertram Derthona Basket Tortona | 61                       |                                 |            |            |  |  |          |                           |       |
|  | Friul-Veneza Júlia           | Allianz Pallacanestro Trieste   | 82                       |                                 |                          |                                 |            |            |  |  |          |                           |       |
|  | Piemonte                     | Bertram Derthona Basket Tortona | 94                       |                                 |                          |                                 |            |            |  |  |          |                           |       |
|  | Piemonte                     | Bertram Derthona Basket Tortona | 94                       |                                 | Piemonte                 | Bertram Derthona Basket Tortona | 94         |            |  |  |          |                           |       |
|  |                              |                                 |                          |                                 | Piemonte                 | Bertram Derthona Basket Tortona | 94         |            |  |  |          |                           |       |
|  |                              | Emília-Romanha                  | Virtus Segafredo Bologna | 82                              |                          |                                 |            |            |  |  |          |                           |       |
|  | Emília-Romanha               | Emília-Romanha                  | Virtus Segafredo Bologna | 82                              | Virtus Segafredo Bologna | 93                              |            |            |  |  |          |                           |       |
|  | Emília-Romanha               |                                 |                          |                                 | Virtus Segafredo Bologna | 93                              |            |            |  |  |          |                           |       |
|  | Apúlia                       | Happy Casa Brindisi             | 81                       |                                 |                          |                                 |            |            |  |  |          |                           |       |

### Quartas de finais

#### A|X Armani Exchange Milano – Banco di Sardegna Sassari
| 16 de fevereiro 18:00 | boxscore | A\|X Armani Exchange Milano                                                    | 88–68 | Banco di Sardegna Sassari                            |  | Arena Vitrifrigo, Pésaro | Rai Sport HD Eurosport 2 Discovery+ |
| 16 de fevereiro 18:00 | boxscore | Placar por quarto: 27-18, 15-19, 23-9, 23-22                                   |       |                                                      |  | Arena Vitrifrigo, Pésaro | Rai Sport HD Eurosport 2 Discovery+ |
| 16 de fevereiro 18:00 | boxscore | Pts: M.Delaney 24 Rbts: N. Melli e G Ricci 6 Asts: M. Delaney e S. Rodríguez 4 |       | Pts: D. Logan 19 Rbts: D. Logan 7 Asts: S. Gentile 4 |  | Arena Vitrifrigo, Pésaro | Rai Sport HD Eurosport 2 Discovery+ |

| A\|X Armani Exchange Milano | A\|X Armani Exchange Milano | A\|X Armani Exchange Milano | A\|X Armani Exchange Milano | A\|X Armani Exchange Milano | A\|X Armani Exchange Milano |
| Jogador                     | Jogador                     | Pts                         | Reb                         | Assts                       | Minutos                     |
| --------------------------- | --------------------------- | --------------------------- | --------------------------- | --------------------------- | --------------------------- |
| 9                           | Nicolò Melli                | 4                           | 6                           | 2                           | 21                          |
| 13                          | Sergio Rodríguez            | 5                           | 2                           | 4                           | 18                          |
| 17                          | Giampaolo Ricci             | 10                          | 6                           | 0                           | 11                          |
| 19                          | Paul Biligha                | 3                           | 4                           | 1                           | 9                           |
| 22                          | Devon Hall                  | 6                           | 2                           | 3                           | 28                          |
| Reservas                    |                             |                             |                             |                             |                             |
| 23                          | Malcolm Delaney             | 24                          | 5                           | 4                           | 29                          |
| 25                          | Tommaso Baldasso            | 0                           | 1                           | 0                           | 4                           |
| 30                          | Troy Daniels                | 12                          | 0                           | 0                           | 18                          |
| 40                          | Davide Alviti               | 9                           | 3                           | 2                           | 13                          |
| 42                          | Kyle Hines                  | 6                           | 4                           | 2                           | 26                          |
| 50                          | Benjamin Bentil             | 4                           | 3                           | 0                           | 13                          |
| 70                          | Luigi Datome                | 5                           | 1                           | 0                           | 10                          |
| Treinador                   | Treinador                   | Ettore Messina              | Ettore Messina              | Ettore Messina              | Ettore Messina              |

| Banco di Sardegna Sassari | Banco di Sardegna Sassari | Banco di Sardegna Sassari | Banco di Sardegna Sassari | Banco di Sardegna Sassari | Banco di Sardegna Sassari |
| Jogador                   | Jogador                   | Pts                       | Reb                       | Assts                     | Minutos                   |
| ------------------------- | ------------------------- | ------------------------- | ------------------------- | ------------------------- | ------------------------- |
| 3                         | David Logan               | 19                        | 7                         | 0                         | 26                        |
| 4                         | Gerald Robinson           | 9                         | 1                         | 3                         | 29                        |
| 6                         | Filip Krušlin             | 4                         | 2                         | 3                         | 24                        |
| 7                         | Luca Gandini              | 0                         | 0                         | 0                         | 0                         |
| 8                         | Giacomo Devecchi          | 0                         | 0                         | 0                         | 3                         |
| Reservas                  |                           |                           |                           |                           |                           |
| 9                         | Kaspar Treier             | 11                        | 6                         | 0                         | 30                        |
| 10                        | Massimo Chessa            | 0                         | 0                         | 0                         | 0                         |
| 14                        | Jason Burnell             | 4                         | 6                         | 2                         | 29                        |
| 21                        | Christian Mekowulu        | 12                        | 5                         | 0                         | 23                        |
| 22                        | Stefano Gentile           | 3                         | 4                         | 4                         | 19                        |
| 25                        | Ousmane Diop              | 6                         | 2                         | 1                         | 17                        |
| Treinador                 | Treinador                 | Piero Bucchi              | Piero Bucchi              | Piero Bucchi              | Piero Bucchi              |

#### Dolomiti Energia Trento - Germani Brescia
| 16 de fevereiro 20:45 | boxscore | Dolomiti Energia Trento                                                   | 73–78 | Germani Brescia                                               |  | Arena Vitrifrigo, Pésaro | Rai Sport HD Eurosport 2 Discovery+ |
| 16 de fevereiro 20:45 | boxscore | Placar por quarto: 16-19, 26-23, 13-20, 18-16                             |       |                                                               |  | Arena Vitrifrigo, Pésaro | Rai Sport HD Eurosport 2 Discovery+ |
| 16 de fevereiro 20:45 | boxscore | Pts: C. Reynolds 20 Rbts: J.Williams 11 Asts: T. Ferray e D. Flaccadori 2 |       | Pts: A.Della Valle 22 Rbts: M.Cobbins 7 Asts: A.Della Valle 5 |  | Arena Vitrifrigo, Pésaro | Rai Sport HD Eurosport 2 Discovery+ |

| Dolomiti Energia Trento | Dolomiti Energia Trento | Dolomiti Energia Trento | Dolomiti Energia Trento | Dolomiti Energia Trento | Dolomiti Energia Trento |
| Jogador                 | Jogador                 | Pts                     | Reb                     | Assts                   | Minutos                 |
| ----------------------- | ----------------------- | ----------------------- | ----------------------- | ----------------------- | ----------------------- |
| 1                       | Desonta Bradford        | 13                      | 2                       | 0                       | 24                      |
| 3                       | Jonathan Williams       | 5                       | 11                      | 0                       | 23                      |
| 5                       | Cameron Reynolds        | 20                      | 5                       | 0                       | 32                      |
| 8                       | Luca Conti              | 0                       | 0                       | 0                       | 0                       |
| 9                       | Richard Morina          | 0                       | 0                       | 0                       | 0                       |
| Reservas                |                         |                         |                         |                         |                         |
| 10                      | Toto Forray             | 6                       | 1                       | 2                       | 22                      |
| 12                      | Diego Flaccadori        | 10                      | 3                       | 2                       | 31                      |
| 13                      | Wesley Sanders          | 2                       | 4                       | 1                       | 22                      |
| 14                      | Andrea Mezzanotte       | 2                       | 4                       | 0                       | 14                      |
| 20                      | Lorenzo Dell'anna       | 0                       | 0                       | 0                       | 0                       |
| 23                      | Maximilian Ladurner     | 2                       | 1                       | 0                       | 7                       |
| 24                      | Jordan Caroline         | 13                      | 9                       | 0                       | 25                      |
| Treinador               | Treinador               | Emanuele Molin          | Emanuele Molin          | Emanuele Molin          | Emanuele Molin          |

| Germani Brescia | Germani Brescia      | Germani Brescia  | Germani Brescia  | Germani Brescia  | Germani Brescia  |
| Jogador         | Jogador              | Pts              | Reb              | Assts            | Minutos          |
| --------------- | -------------------- | ---------------- | ---------------- | ---------------- | ---------------- |
| 1               | Gabriel Kenny        | 11               | 4                | 1                | 29               |
| 2               | Lee Moore            | 0                | 0                | 0                | 7                |
| 3               | Nazareth Mitrou-Long | 14               | 3                | 2                | 32               |
| 7               | John Petrucelli      | 9                | 4                | 0                | 25               |
| 8               | Amedeo Della Valle   | 22               | 0                | 5                | 33               |
| Reservas        |                      |                  |                  |                  |                  |
| 12              | Paul Eboua           | 6                | 1                | 0                | 4                |
| 17              | Salvatore Parrillo   | 0                | 0                | 0                | 1                |
| 20              | Michael Cobbins      | 6                | 7                | 0                | 28               |
| 23              | Christian Burns      | 2                | 2                | 1                | 11               |
| 24              | Tommaso Laquintana   | 6                | 2                | 2                | 12               |
| 33              | Francesco Rodella    | 0                | 0                | 0                | 0                |
| 34              | David Moss           | 2                | 2                | 0                | 18               |
| Treinador       | Treinador            | Alessandro Magro | Alessandro Magro | Alessandro Magro | Alessandro Magro |

#### Allianz Pallacanestro Trieste - Bertram Derthona Basket Tortona
| 17 de fevereiro 18:00 | boxscore | Allianz Pallacanestro Trieste                     | 82–94 | Bertram Derthona Basket Tortona                        |  | Arena Vitrifrigo, Pésaro |  |
| 17 de fevereiro 18:00 | boxscore | Placar por quarto: 23-21, 13-25, 17-25, 29-23     |       |                                                        |  | Arena Vitrifrigo, Pésaro |  |
| 17 de fevereiro 18:00 | boxscore | Pts: A.Banks 21 Rbts: S.Konate 8 Asts: D. Corey 5 |       | Pts: JP Macura 23 Rbts: B. Mascolo 8 Asts: J.Sanders 6 |  | Arena Vitrifrigo, Pésaro |  |

| Allianz Pallacanestro Trieste | Allianz Pallacanestro Trieste | Allianz Pallacanestro Trieste | Allianz Pallacanestro Trieste | Allianz Pallacanestro Trieste | Allianz Pallacanestro Trieste |
| Jogador                       | Jogador                       | Pts                           | Reb                           | Assts                         | Minutos                       |
| ----------------------------- | ----------------------------- | ----------------------------- | ----------------------------- | ----------------------------- | ----------------------------- |
| 1                             | Adrian Banks                  | 21                            | 1                             | 3                             | 31                            |
| 2                             | Corey Davis                   | 7                             | 2                             | 5                             | 29                            |
| 5                             | Sagaba Konate                 | 13                            | 8                             | 0                             | 22                            |
| 7                             | Stefano Longo                 | 0                             | 0                             | 0                             | 1                             |
| 8                             | Lodovico Deangelli            | 0                             | 2                             | 1                             | 10                            |
| Reservas                      |                               |                               |                               |                               |                               |
| 9                             | Fabio Mian                    | 5                             | 1                             | 2                             | 23                            |
| 12                            | Marcos Delía                  | 4                             | 2                             | 0                             | 18                            |
| 14                            | Luca Campani                  | 0                             | 1                             | 0                             | 4                             |
| 18                            | Daniele Cavaliero             | 0                             | 0                             | 1                             | 4                             |
| 21                            | Luca Campogrande              | 15                            | 2                             | 1                             | 17                            |
| 24                            | Andrejs Gražulis              | 13                            | 7                             | 0                             | 26                            |
| 34                            | Ty-Shon Alexander             | 4                             | 1                             | 2                             | 15                            |
| Treinador                     | Treinador                     | Franco Ciani                  | Franco Ciani                  | Franco Ciani                  | Franco Ciani                  |

| Bertram Derthona Basket Tortona | Bertram Derthona Basket Tortona | Bertram Derthona Basket Tortona | Bertram Derthona Basket Tortona | Bertram Derthona Basket Tortona | Bertram Derthona Basket Tortona |
| Jogador                         | Jogador                         | Pts                             | Reb                             | Assts                           | Minutos                         |
| ------------------------------- | ------------------------------- | ------------------------------- | ------------------------------- | ------------------------------- | ------------------------------- |
| 1                               | Christopher Mortellaro          | 0                               | 0                               | 0                               | 0                               |
| 5                               | Jalen Cannon                    | 11                              | 3                               | 3                               | 24                              |
| 7                               | Lorenzo Baldi                   | 0                               | 0                               | 0                               | 2                               |
| 8                               | Riccardo Tavernelli             | 0                               | 0                               | 0                               | 0                               |
| 10                              | Ognjen Miljkovic                | 0                               | 0                               | 0                               | 0                               |
| Reservas                        |                                 |                                 |                                 |                                 |                                 |
| 12                              | Ariel Filloy                    | 8                               | 3                               | 2                               | 25                              |
| 14                              | Bruno Mascolo                   | 9                               | 8                               | 2                               | 29                              |
| 20                              | Luca Severini                   | 0                               | 3                               | 2                               | 27                              |
| 22                              | Jamarr Sanders                  | 17                              | 3                               | 6                               | 27                              |
| 24                              | Mike Daum                       | 22                              | 2                               | 2                               | 20                              |
| 30                              | Tyler Cain                      | 4                               | 5                               | 3                               | 19                              |
| 55                              | JP Macura                       | 23                              | 4                               | 2                               | 27                              |
| Treinador                       | Treinador                       | Marco Ramondino                 | Marco Ramondino                 | Marco Ramondino                 | Marco Ramondino                 |

#### Virtus Segafredo Bologna - Happy Casa Brindisi
| 17 de fevereiro 20:45 | boxscore | 'Virtus Segafredo Bologna                              | 93–81 | Happy Casa Brindisi                                 |  | Arena Vitrifrigo, Pésaro |  |
| 17 de fevereiro 20:45 | boxscore | Placar por quarto: 26-20, 25-22, 19-18, 23-21          |       |                                                     |  | Arena Vitrifrigo, Pésaro |  |
| 17 de fevereiro 20:45 | boxscore | Pts: M.Belinelli 23 Rbts: K.Weems 9 Asts: M.Teodosić 6 |       | Pts: W.Clark 19 Rbts: N.Adrian 7 Asts: A. Gentile 5 |  | Arena Vitrifrigo, Pésaro |  |

| Virtus Segafredo Bologna | Virtus Segafredo Bologna | Virtus Segafredo Bologna | Virtus Segafredo Bologna | Virtus Segafredo Bologna | Virtus Segafredo Bologna |
| Jogador                  | Jogador                  | Pts                      | Reb                      | Assts                    | Minutos                  |
| ------------------------ | ------------------------ | ------------------------ | ------------------------ | ------------------------ | ------------------------ |
| 0                        | Amedeo Tessitori         | 0                        | 2                        | 0                        | 5                        |
| 1                        | Niccolò Mannion          | 3                        | 0                        | 0                        | 20                       |
| 3                        | Marco Belinelli          | 23                       | 2                        | 1                        | 25                       |
| 6                        | Alessandro Pajola        | 2                        | 6                        | 5                        | 20                       |
| 7                        | Amar Alibegović          | 8                        | 7                        | 0                        | 26                       |
| Reservas                 |                          |                          |                          |                          |                          |
| 8                        | Kevin Juwan Shervey      | 12                       | 3                        | 4                        | 14                       |
| 11                       | Michele Ruzzier          | 0                        | 0                        | 0                        | 0                        |
| 14                       | Mouhammadou Jaiteh       | 17                       | 3                        | 0                        | 21                       |
| 25                       | JaKarr Sampson           | 3                        | 4                        | 0                        | 14                       |
| 34                       | Kyle Weems               | 17                       | 9                        | 1                        | 28                       |
| 44                       | Miloš Teodosić           | 8                        | 1                        | 6                        | 12                       |
| 00                       | Isaia Cordinier          | 0                        | 1                        | 0                        | 15                       |
| Treinador                | Treinador                | Sergio Scariolo          | Sergio Scariolo          | Sergio Scariolo          | Sergio Scariolo          |

| Happy Casa Brindisi | Happy Casa Brindisi  | Happy Casa Brindisi | Happy Casa Brindisi | Happy Casa Brindisi | Happy Casa Brindisi |
| Jogador             | Jogador              | Pts                 | Reb                 | Assts               | Minutos             |
| ------------------- | -------------------- | ------------------- | ------------------- | ------------------- | ------------------- |
| 1                   | Nathan Adrian        | 8                   | 7                   | 2                   | 32                  |
| 5                   | Alessandro Gentile   | 3                   | 1                   | 5                   | 17                  |
| 6                   | Alessandro Zanelli   | 6                   | 2                   | 1                   | 21                  |
| 9                   | Riccardo Visconti    | 13                  | 3                   | 1                   | 21                  |
| 10                  | Raphael Gaspardo     | 9                   | 3                   | 0                   | 20                  |
| Reservas            |                      |                     |                     |                     |                     |
| 12                  | Lucio Redivo         | 0                   | 0                   | 0                   | 2                   |
| 14                  | Maxime de Zeeuw      | 4                   | 3                   | 1                   | 12                  |
| 15                  | Wes Clark            | 19                  | 5                   | 4                   | 23                  |
| 17                  | 17GUIDO Alessandro   | 0                   | 0                   | 0                   | 0                   |
| 21                  | Jeremy Lamar Chappel | 11                  | 2                   | 0                   | 17                  |
| 22                  | Mattia Udom          | 0                   | 4                   | 0                   | 15                  |
| 33                  | Nick Perkins         | 8                   | 7                   | 1                   | 20                  |
| Treinador           | Treinador            | Francesco Vitucci   | Francesco Vitucci   | Francesco Vitucci   | Francesco Vitucci   |

### Semifinais

#### A|X Armani Exchange Milano – Germani Brescia
| 19 de fevereiro 18:15 | boxscore | AX Armani Exchange Milano                                  | 69–63 | Germani Brescia Leonessa                                          |  | Arena Vitrifrigo, Pésaro |  |
| 19 de fevereiro 18:15 | boxscore | Placar por quarto: 21-12, 15-25, 18-13, 15-13              |       |                                                                   |  | Arena Vitrifrigo, Pésaro |  |
| 19 de fevereiro 18:15 | boxscore | Pts: S. Rodríguez 22 Rbts: K.Hines 13 Asts: S. Rodríguez 3 |       | Pts: A.Della Valle 19 Rbts: N.Mitrou Long 8 Asts: N.Mitrou Long 4 |  | Arena Vitrifrigo, Pésaro |  |

| AX Armani Exchange Milano | AX Armani Exchange Milano | AX Armani Exchange Milano | AX Armani Exchange Milano | AX Armani Exchange Milano | AX Armani Exchange Milano |
| Jogador                   | Jogador                   | Pts                       | Reb                       | Assts                     | Minutos                   |
| ------------------------- | ------------------------- | ------------------------- | ------------------------- | ------------------------- | ------------------------- |
| 9                         | Nicolò Melli              | 2                         | 4                         | 0                         | 27                        |
| 13                        | Sergio Rodríguez          | 22                        | 4                         | 3                         | 27                        |
| 17                        | Giampaolo Ricci           | 2                         | 1                         | 0                         | 12                        |
| 19                        | Paul Biligha              | 0                         | 1                         | 0                         | 2                         |
| 22                        | Devon Hall                | 12                        | 7                         | 1                         | 34                        |
| Reservas                  |                           |                           |                           |                           |                           |
| 23                        | Malcolm Delaney           | 5                         | 6                         | 1                         | 29                        |
| 25                        | Tommaso Baldasso          | 0                         | 0                         | 0                         | 4                         |
| 30                        | Troy Daniels              | 0                         | 0                         | 1                         | 9                         |
| 40                        | Davide Alviti             | 0                         | 0                         | 0                         | 1                         |
| 42                        | Kyle Hines                | 9                         | 13                        | 1                         | 24                        |
| 50                        | Benjamin Bentil           | 5                         | 2                         | 1                         | 10                        |
| 70                        | Luigi Datome              | 12                        | 5                         | 0                         | 21                        |
| Treinador                 | Treinador                 | Ettore Messina            | Ettore Messina            | Ettore Messina            | Ettore Messina            |

| Germani Brescia | Germani Brescia      | Germani Brescia  | Germani Brescia  | Germani Brescia  | Germani Brescia  |
| Jogador         | Jogador              | Pts              | Reb              | Assts            | Minutos          |
| --------------- | -------------------- | ---------------- | ---------------- | ---------------- | ---------------- |
| 1               | Gabriel Kenny        | 6                | 3                | 1                | 33               |
| 2               | Lee Moore            | 0                | 0                | 0                | 4                |
| 3               | Nazareth Mitrou-Long | 9                | 8                | 4                | 34               |
| 7               | John Petrucelli      | 11               | 5                | 1                | 33               |
| 8               | Amedeo Della Valle   | 19               | 3                | 2                | 31               |
| Reservas        |                      |                  |                  |                  |                  |
| 12              | Paul Eboua           | 0                | 0                | 0                | 0                |
| 17              | Salvatore Parrillo   | 0                | 0                | 0                | 1                |
| 20              | Michael Cobbins      | 2                | 7                | 1                | 24               |
| 23              | Christian Burns      | 8                | 2                | 0                | 18               |
| 24              | Tommaso Laquintana   | 6                | 0                | 0                | 12               |
| 33              | Francesco Rodella    | 0                | 0                | 0                | 0                |
| 34              | David Moss           | 2                | 4                | 0                | 10               |
| Treinador       | Treinador            | Alessandro Magro | Alessandro Magro | Alessandro Magro | Alessandro Magro |

#### Virtus Segafredo Bologna - Bertram Derthona Basket Tortona
| 19 de fevereiro 21:00 | boxscore | Virtus Segafredo Bologna                                    | 82–94 | Bertram Derthona Basket Tortona                                 |  | Arena Vitrifrigo, Pésaro |  |
| 19 de fevereiro 21:00 | boxscore | Placar por quarto: 18-24, 23-26, 15-30, 26-14               |       |                                                                 |  | Arena Vitrifrigo, Pésaro |  |
| 19 de fevereiro 21:00 | boxscore | Pts: M.Belinelli 18 Rbts: J Mouhammadou 9 Asts: A. Pajola 7 |       | Pts: A.Filloy e JP Macura 18 Rbts: T. Cain 7 Asts: B. Mascolo 4 |  | Arena Vitrifrigo, Pésaro |  |

| Virtus Segafredo Bologna | Virtus Segafredo Bologna | Virtus Segafredo Bologna | Virtus Segafredo Bologna | Virtus Segafredo Bologna | Virtus Segafredo Bologna |
| Jogador                  | Jogador                  | Pts                      | Reb                      | Assts                    | Minutos                  |
| ------------------------ | ------------------------ | ------------------------ | ------------------------ | ------------------------ | ------------------------ |
| 0                        | Amedeo Tessitori         | 0                        | 0                        | 0                        | 2                        |
| 1                        | Niccolò Mannion          | 2                        | 1                        | 0                        | 6                        |
| 3                        | Marco Belinelli          | 18                       | 3                        | 4                        | 32                       |
| 6                        | Alessandro Pajola        | 7                        | 4                        | 7                        | 31                       |
| 7                        | Amar Alibegović          | 2                        | 2                        | 0                        | 16                       |
| Reservas                 |                          |                          |                          |                          |                          |
| 8                        | Kevin Juwan Shervey      | 5                        | 3                        | 0                        | 13                       |
| 11                       | Michele Ruzzier          | 0                        | 0                        | 0                        | 0                        |
| 14                       | Mouhammadou Jaiteh       | 15                       | 9                        | 1                        | 24                       |
| 25                       | JaKarr Sampson           | 2                        | 4                        | 0                        | 13                       |
| 34                       | Kyle Weems               | 17                       | 3                        | 2                        | 33                       |
| 44                       | Miloš Teodosić           | 4                        | 1                        | 2                        | 10                       |
| 00                       | Isaia Cordinier          | 10                       | 6                        | 1                        | 20                       |
| Treinador                | Treinador                | Sergio Scariolo          | Sergio Scariolo          | Sergio Scariolo          | Sergio Scariolo          |

| Bertram Derthona Basket Tortona | Bertram Derthona Basket Tortona | Bertram Derthona Basket Tortona | Bertram Derthona Basket Tortona | Bertram Derthona Basket Tortona | Bertram Derthona Basket Tortona |
| Jogador                         | Jogador                         | Pts                             | Reb                             | Assts                           | Minutos                         |
| ------------------------------- | ------------------------------- | ------------------------------- | ------------------------------- | ------------------------------- | ------------------------------- |
| 1                               | Christopher Mortellaro          | 0                               | 0                               | 0                               | 0                               |
| 5                               | Jalen Cannon                    | 4                               | 5                               | 2                               | 15                              |
| 7                               | Lorenzo Baldi                   | 0                               | 0                               | 0                               | 0                               |
| 8                               | Riccardo Tavernelli             | 0                               | 3                               | 1                               | 10                              |
| 10                              | Ognjen Miljkovic                | 0                               | 0                               | 0                               | 0                               |
| Reservas                        |                                 |                                 |                                 |                                 |                                 |
| 12                              | Ariel Filloy                    | 18                              | 5                               | 3                               | 17                              |
| 14                              | Bruno Mascolo                   | 15                              | 7                               | 4                               | 29                              |
| 20                              | Luca Severini                   | 4                               | 4                               | 0                               | 15                              |
| 22                              | Jamarr Sanders                  | 16                              | 3                               | 3                               | 31                              |
| 24                              | Mike Daum                       | 12                              | 4                               | 2                               | 29                              |
| 30                              | Tyler Cain                      | 7                               | 8                               | 1                               | 25                              |
| 55                              | JP Macura                       | 18                              | 2                               | 1                               | 29                              |
| Treinador                       | Treinador                       | Marco Ramondino                 | Marco Ramondino                 | Marco Ramondino                 | Marco Ramondino                 |

### Final

#### A|X Armani Exchange Milano – Bertram Derthona Basket Tortona
| 20 de fevereiro 18:00 | boxscore | AX Armani Exchange Milano                         | 78–61 | Bertram Derthona Basket Tortona                     |  | Arena Vitrifrigo, Pésaro |  |
| 20 de fevereiro 18:00 | boxscore | Placar por quarto: 25-13, 16-20, 12-14, 25-14     |       |                                                     |  | Arena Vitrifrigo, Pésaro |  |
| 20 de fevereiro 18:00 | boxscore | Pts: N.Melli 14 Rbts: N.Melli 9 Asts: M.Delaney 5 |       | Pts: JP Macura 17 Rbts: T.Cain 9 Asts: B. Mascolo 4 |  | Arena Vitrifrigo, Pésaro |  |

| AX Armani Exchange Milano | AX Armani Exchange Milano | AX Armani Exchange Milano | AX Armani Exchange Milano | AX Armani Exchange Milano | AX Armani Exchange Milano |
| Jogador                   | Jogador                   | Pts                       | Reb                       | Assts                     | Minutos                   |
| ------------------------- | ------------------------- | ------------------------- | ------------------------- | ------------------------- | ------------------------- |
| 9                         | Nicolò Melli              | 14                        | 7                         | 2                         | 28                        |
| 13                        | Sergio Rodríguez          | 8                         | 1                         | 4                         | 22                        |
| 17                        | Giampaolo Ricci           | 5                         | 1                         | 1                         | 11                        |
| 19                        | Paul Biligha              | 2                         | 0                         | 0                         | 3                         |
| 22                        | Devon Hall                | 12                        | 1                         | 2                         | 29                        |
| Reservas                  |                           |                           |                           |                           |                           |
| 23                        | Malcolm Delaney           | 10                        | 1                         | 5                         | 24                        |
| 25                        | Tommaso Baldasso          | 0                         | 0                         | 0                         | 2                         |
| 30                        | Troy Daniels              | 8                         | 1                         | 0                         | 15                        |
| 40                        | Davide Alviti             | 0                         | 0                         | 0                         | 3                         |
| 42                        | Kyle Hines                | 6                         | 7                         | 0                         | 26                        |
| 50                        | Benjamin Bentil           | 7                         | 3                         | 1                         | 16                        |
| 70                        | Luigi Datome              | 6                         | 3                         | 0                         | 21                        |
| Treinador                 |                           |                           |                           |                           |                           |

| Bertram Derthona Basket Tortona | Bertram Derthona Basket Tortona | Bertram Derthona Basket Tortona | Bertram Derthona Basket Tortona | Bertram Derthona Basket Tortona | Bertram Derthona Basket Tortona |
| Jogador                         | Jogador                         | Pts                             | Reb                             | Assts                           | Minutos                         |
| ------------------------------- | ------------------------------- | ------------------------------- | ------------------------------- | ------------------------------- | ------------------------------- |
| 1                               | Christopher Mortellaro          | 0                               | 0                               | 0                               | 0                               |
| 5                               | Jalen Cannon                    | 2                               | 4                               | 0                               | 17                              |
| 7                               | Lorenzo Baldi                   | 0                               | 0                               | 0                               | 0                               |
| 8                               | Riccardo Tavernelli             | 0                               | 0                               | 1                               | 8                               |
| 10                              | Ognjen Miljkovic                | 0                               | 0                               | 0                               | 0                               |
| Reservas                        |                                 |                                 |                                 |                                 |                                 |
| 12                              | Ariel Filloy                    | 12                              | 5                               | 2                               | 27                              |
| 14                              | Bruno Mascolo                   | 11                              | 4                               | 4                               | 27                              |
| 20                              | Luca Severini                   | 2                               | 1                               | 1                               | 8                               |
| 22                              | Jamarr Sanders                  | 10                              | 1                               | 0                               | 27                              |
| 24                              | Mike Daum                       | 5                               | 4                               | 2                               | 22                              |
| 30                              | Tyler Cain                      | 2                               | 9                               | 3                               | 34                              |
| 55                              | JP Macura                       | 17                              | 0                               | 0                               | 30                              |
| Treinador                       | Treinador                       | Marco Ramondino                 | Marco Ramondino                 | Marco Ramondino                 | Marco Ramondino                 |

## Campeões
| Frecciarossa Final Eight 2022 (Pésaro)          |
| Lombardia                                       |
| ----------------------------------------------- |
| Campeão A\|X Armani Exchange Milano (8° título) |

## Prêmios individuais
| Prêmio                  | Jogador          | Clube                           |
| ----------------------- | ---------------- | ------------------------------- |
| MVP                     | Malcolm Delaney  | A\|X Armani Exchange Milano     |
| Melhor jogador italiano | Nicolò Melli     | A\|X Armani Exchange Milano     |
| Melhor sexto homem      | Ariel Filloy     | Bertram Derthona Basket Tortona |
| Melhor assistente       | Sergio Rodríguez | A\|X Armani Exchange Milano     |